# POJO
POJO (англ. Plain Old Java Object) — «старый добрый Java-объект», простой Java-объект, не унаследованный от какого-то специфического объекта и не реализующий никаких служебных интерфейсов сверх тех, которые нужны для бизнес-модели.
Термин, придуманный Мартином Фаулером c сотоварищами в пику EJB (Enterprise JavaBeans), так как отсутствие звучного термина для простых объектов приводило к тому, что молодые Java-программисты пренебрежительно к ним относились, считая что только EJB «спасут мир».
Концепция POJO появилась как результат поиска путей облегчения и упрощения методов программирования для задач, требовавших от бизнес-объектов разносторонней функциональности, включая хранение объектов в базе данных, веб-интерфейс и т. п. Решение было найдено в виде платформ (библиотек), основанных на интроспекции.